# Astún
 (janvier 2025).
Si vous disposez d'ouvrages ou d'articles de référence ou si vous connaissez des sites web de qualité traitant du thème abordé ici, merci de compléter l'article en donnant les références utiles à sa vérifiabilité et en les liant à la section « Notes et références ».
La station de ski d'Astún est une station des Pyrénées occidentales espagnoles, située dans la comarque de Jacetania (Aragon). Administrativement, Astún fait partie de la municipalité de Jaca, bien qu'elle en constitue une exclave au sein de la vallée de Canfranc.
En 2018, elle comptait huit habitants permanents.

## Toponymie
L'origine du nom de la station est issue du toponyme d'un ibón située en amont de celle-ci, et renommé à des fins touristiques Ibón de Truchas (Ibón des Truites).

## Histoire
La station a été créée le 18 décembre 1976 avec deux remontées : La Raca et Sarrios[réf. nécessaire]. Depuis, elle s'est développée avec d'autres remontées et pistes de ski ainsi qu'avec d'autres services.
Il s'agit de l'unique station des Pyrénées aragonaises à pouvoir ouvrir malgré les restrictions de la pandémie de Covid19[réf. nécessaire].
Le 18 janvier 2025, un incident affectant une poulie et un câble de télésiège provoque un accident qui fait une trentaine de blessés légers, graves voire certains très graves, et la station ferme temporairement.

## Description
La station de ski d'Astún est voisine de celle de Candanchú et de la frontière franco-espagnole. Elle dispose de 50 km de pistes skiables et d’une grande variété de descentes en freeride.
Elle dispose d'un complexe urbanisé touristique (hôtels, restaurants, commerces, etc.).

## Services
En hiver, la station offre tous les services communs d'une station de ski : remonte-pentes, infirmerie, restauration, école de ski.
En été également, quelques télésièges sont maintenus en activité pour le tourisme. La station propose alors des excursions et des activités telles que : randonnées, canyoning, rafting, VTT, escalade, etc.